# Ugrószámok
Az ugrószámok az atlétikában azon versenyszámok gyűjtőneve, amelyeknél a versenyzők között az ugrásuk mérete dönt.

## Az ugrószámok
- Magasugrás
- Távolugrás
- Rúdugrás
- Hármasugrás